# Рот-Вайсс (футбольный клуб, Эрфурт)
«Рот-Вайсс» Эрфурт — немецкий футбольный клуб из города Эрфурт, Тюрингия. Двукратный чемпион ГДР по футболу.

## История
Предшественником клуба считается «Спорт Клуб Эрфурт», основанный в 1895 году и в 1900 году ставший одним из основателей Немецкого футбольного союза. Самый большой успех к этому клубу пришёл в сезоне 1908/09, когда СК Эрфурт выиграл чемпионат Средней Германии и вышел в полуфинал чемпионата Германии.
В 1946 году СК «Эрфурт» объединился с клубом VfB «Эрфурт», новый клуб получил название «Эрфурт Вест», в клуб перешли также многие футболисты из распущенных советскими оккупационными властями клубов. В 1948 году клуб стал финалистом чемпионата Тюрингии, в 1949 году — чемпионом. За короткое время команда ещё трижды меняла название — «Фортуна» (1949), KWU (1950), «Турбина» (1951). В 1954 и 1955 годах «Турбина» дважды подряд становилась чемпионом ГДР, но уже в 1959 году вылетела в первую лигу, впоследствии ещё трижды переходила между высшей и первой лигами.
26 января 1966 года «Турбина» объединилась с клубом «БСГ Оптима» Эрфурт, новый клуб был назван «Рот-Вайсс». Под новым названием клуб добился только одного достижения — в 1980 году вышел в финал Кубка ГДР.
После объединения Германии «Рот-Вайсс» начал выступления во Второй Бундеслиге, но долго там не задержался. В 2004 году он снова вышел во вторую Бундеслигу, но в первом же сезоне вылетел из неё.

## Достижения
- Чемпион ГДР: 1954, 1955
- Вице-чемпион Германии 1951
- Финалист Кубка ГДР: 1950, 1980
- Международные.
- Кубок Интертото (2) : 1985,1986.

## Бывшие игроки
- Рюдигер Шнупхазе
- Юрген Хойн
- Карстен Зенгер
- Уве Вайдеманн